# حيوان الخدمة

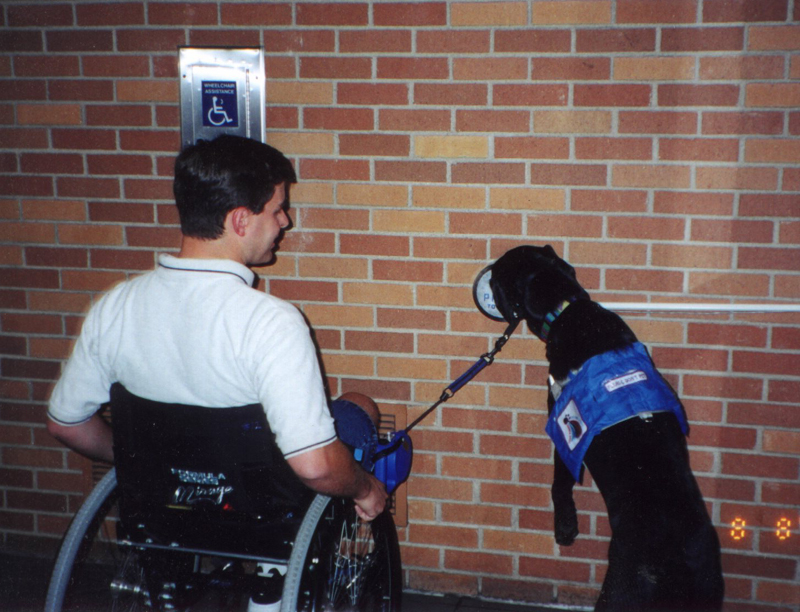
تم تدريب هذا الكلب المساعد على الضغط على زر لفتح الباب الكهربائي لصاحبه الذي يستخدم الكرسي المتحرك.

حيوانات الخدمة هي حيوانات عاملة دُرِّبت للقيام بمهام تساعد الأشخاص ذوي الإعاقة. يمكن أيضًا الإشارة إلى حيوانات الخدمة باسم الحيوانات المساعِدة أو الحيوانات المسانِدة، وذلك اعتمادًا على البلد ووظيفة الحيوان. الكلاب هي أكثر حيوانات الخدمة شيوعًا، حيث ساعدت الأشخاص منذ عام 1927 على الأقل.
توجد تعريفات مختلفة لحيوانات الخدمة، وتختلف القوانين والسياسات في تعريفها؛ حيث قد تشمل أو لا تشمل حيوانات الدعم العاطفي [الإنجليزية]، أو حيوانات الراحة، أو الكلاب العلاجية [الإنجليزية].
على سبيل المثال، في اليابان، توجد معايير محددة لتدريب واعتماد حيوانات الخدمة. وفي الولايات المتحدة، يُسمح عمومًا بدخول حيوانات الخدمة إلى الأماكن العامة، حتى لو كان يُحظر وجود الحيوانات الأليفة في هذه الأماكن.

## التعاريف
الحيوان المساعِد هو الحيوان الذي يُدرب لمساعدة شخص معاق. يجب تدريب الحيوان تدريبًا فرديًا للقيام بالمهام التي تتعلق بشكل مباشر بإعاقة الشخص، وهو ما يتجاوز التدريب العادي الذي يتلقاه الحيوان الأليف  والتدريب غير المخصص الذي يتلقاه كلب العلاج.
على المستوى الدولي، صنِّفت الحيوانات المساعِدة إلى ثلاثة أنواع: 
- حيوانات الإرشاد، التي ترشد المكفوفين؛
- حيوانات السمع، والتي تشير إلى ضعف السمع؛
- حيوانات الخدمة، التي تعمل لصالح الأشخاص ذوي الإعاقات الأخرى غير العمى أو الصمم.

في الولايات المتحدة، يشمل مصطلح حيوان الخدمة جميع الأنواع الثلاثة المذكورة أعلاه (كلب إرشاد، حيوان سمع، كلب خدمة). يعرف قانون الأمريكيين ذوي الإعاقة (ADA) المصطلح بأنه "الكلاب المدربة بشكل فردي على القيام بالعمل أو أداء المهام للأشخاص ذوي الإعاقة". بالإضافة إلى ذلك ، فإن قانون الوصول إلى الطيران الجوي يفصل المصطلح حيوان الخدمة إلى حيوانات الدعم العاطفي وحيوانات الخدمة الأخرى. يسمح لشركات الطيران بطلب وثائق مختلفة وأكثر شمولًا لحيوانات الدعم العاطفي مقارنة بحيوانات الخدمة الأخرى.

## دور حيوان الخدمة
يمكن أن يكون لدى الأشخاص الذين يسمح لهم الاستفادة من حيوانات الخدمة مجموعة من الإعاقات البدنية و/أو العقلية.
الحيوان المرشد هو حيوان تم تدريبه خصيصًا لمساعدة الأشخاص ذوي الإعاقة البصرية على التنقل في الأماكن العامة. يمكن تدريب هذه الحيوانات على فتح الأبواب، والتعرف على إشارات المرور، وإرشاد أصحابها بأمان عبر الشوارع العامة، والتنقل بين حشود الناس. قد يؤدي الحيوان المتحرك خدمات مماثلة لشخص يعاني من إعاقات جسدية، بالإضافة إلى المساعدة في التوازن أو مشاكل السقوط، أو جلب العناصر المتساقطة أو المطلوبة. يتم تدريب بعضهم على سحب الكراسي المتحركة. يتم تدريب الحيوانات السمعية لمساعدة الأشخاص الذين يعانون من ضعف السمع أو الصم. قد يتم تدريب هذه الحيوانات على الاستجابة لجرس الباب أو رنين الهاتف أو سحب أصحابها نحو الشخص الذي يتحدث إليهم. يمكن تدريب الحيوانات النفسية على تقديم العلاج بالضغط العميق من خلال الاستلقاء فوق شخص قد يعاني من ذكريات اضطراب ما بعد الصدمة ، أو التحفيز المفرط، أو القلق الحاد . قد يتم تدريبهم على مقاطعة السلوكيات الضارة (على سبيل المثال، انتقاء الجلد ). وعلى نحو مماثل، تم مؤخرا إدخال الحيوانات التوحدية للتعرف على احتياجات الأشخاص المصابين باضطراب طيف التوحد والاستجابة لها؛ ويذكر بعض الأشخاص المصابين باضطراب طيف التوحد أنهم يشعرون براحة أكبر في التفاعل مع الحيوانات مقارنة بمقدمي الرعاية من البشر بسبب القضايا المتعلقة بالتواصل البصري واللمس والتواصل الاجتماعي. يمكن لحيوانات الطوارئ الطبية المساعدة في حالات الطوارئ الطبية وأداء خدمات مثل إخلاء منطقة في حالة حدوث نوبة، أو إحضار الأدوية أو غيرها من العناصر الضرورية، أو تنبيه الآخرين في حالة حدوث نوبة طبية؛ يمكن تدريب البعض حتى على الاتصال بخدمات الطوارئ من خلال استخدام هاتف بأزرار كبيرة الحجم مصممة خصيصًا. يمكن أيضًا تدريب الحيوانات الخدمية على تنبيه الأشخاص إلى وجود مسببات الحساسية.

### الفرق بين حيوانات الخدمة والدعم العاطفي والحيوانات الأليفة
توفر حيوانات الخدمة أيضًا الرفقة والدعم العاطفي لأصحابها الذين قد يكونون معزولين بسبب الإعاقة؛ ومع ذلك، فإن توفير الرفقة والدعم العاطفي ليس مهمة مدربة تؤهل الحيوان ليكون حيوانًا للخدمة.
في الولايات المتحدة، من غير القانوني إحضار حيوان إلى أماكن غير صديقة للحيوانات الأليفة لمجرد أنه يوفر الرفقة أو الدعم العاطفي. بالإضافة إلى ذلك، فإن الادعاء بأن حيوان الدعم العاطفي أو الحيوان الأليف هو حيوان خدمة هو أمر غير قانوني.

### القيود
لا ينبغي اصطحاب حيوانات الخدمة إلى كل مكان، خاصة إذا كانت هناك مخاوف حقيقية تتعلق بالسلامة. قد تكون بعض الأنشطة غير آمنة بالنسبة للحيوان (مثل ركوب الأفعوانية، التي لا تحتوي على أحزمة أمان مناسبة للحيوان)، وفي حالات أخرى، قد يؤدي وجود الحيوان إلى مشكلة تتعلق بالسلامة (مثل إدخال ملوثات إلى غرفة معقمة في المستشفى، أو إذا كان الوزن المشترك للحيوان وصاحبه يتجاوز حدود الوزن المسموح به لمعدات معينة).
حتى إذا كانت حيوانات الخدمة مقبولة بشكل عام، فمن الممكن استبعاد حيوان خدمة معين بسبب سلوكه أو حالته الخاصة. على سبيل المثال، في الولايات المتحدة، استبعدت بعض كلاب الخدمة قانونياً من بعض الأماكن لعدم السيطرة عليها بشكل صحيح من قبل صاحبه (مثل التذمر على الموظفين أو التداخل مع زبائن آخرين)، أو لأن صاحبه لم يكن قادراً على العناية به (مثل عدم القدرة على إخراج الكلب للتبول لفترة طويلة)، أو التبول أو التغوط في أماكن غير مناسبة) أو بسبب إصابته بمرض معدٍ، أو التبول أو التغوط في أماكن غير مناسبة.
في بعض الأماكن، تتمتع حيوانات الخدمة التي ما زالت في مرحلة التدريب بنفس الحقوق للدخول إلى الأماكن كحيوانات الخدمة المدربة بالكامل والتي تعمل، وفي أماكن أخرى، لا تتمتع بهذه الحقوق.

## كيفية الحصول على حيوانات الخدمة
يمكن الحصول على حيوانات الخدمة من منظمات تقوم بتدريبها أو يمكن شراؤها (على سبيل المثال، من مربي الكلاب) ومن ثم تدريبها لاحقًا. تقوم الرابطة الدولية لكلاب المساعدة بتنظيم شبكات دولية من منظمات غير ربحية متخصصة في كلاب الخدمة.
عادة ما تكون حيوانات الخدمة المدربة مكلفة، حيث قد تصل تكاليفها إلى عشرات الآلاف من الدولارات. وفي بعض الحالات، حتى لو دفع المال، فإن الحيوان لا يمكن شراؤه فعليًا من قبل المستخدم، بل يمكن تأجيره فقط.

## التدريب
قد يستغرق تدريب كلب الخدمة مدة تصل إلى سنتين. ويكون التدريب مكثفًا، حيث يشمل 120 ساعة تدريبية على مدار ستة أشهر (أي حوالي خمس ساعات أسبوعيًا)، وهو الحد الأدنى المقبول من التدريب.
تختلف عملية تدريب كلاب الخدمة عن تدريب كلاب العلاج [الإنجليزية]، إذ تُدرب كلاب الخدمة بشكل فردي لتلبية احتياجات شخص واحد فقط، بينما يمكن لكلاب العلاج أن تعمل مع مجموعة متنوعة من الأشخاص.
يمكن أن يدرب كلب الخدمة بواسطة منظمة غير ربحية، أو بواسطة فرد أو شركة صغيرة، أو حتى من قبل المالك نفسه. وللحصول على الاعتراف القانوني، تتطلب بعض البلدان تدريبًا على يد مدربين معتمدين. على سبيل المثال، في اليابان، يُعترف بكلاب الخدمة قانونيًا فقط إذا اعتمدت من قبل جهات معينة.

## الوصول حسب المنطقة
في العديد من البلدان، تحمي القوانين كلاب الإرشاد وغيرها من أنواع كلاب المساعدة، وفي بعض الحالات الخيول الصغيرة، مما يسمح لها بمرافقة مربيها إلى معظم الأماكن العامة، حتى لو كانت القوانين المحلية تمنع دخول الحيوانات غير المصنفة كحيوانات خدمة. تختلف القوانين واللوائح حسب الولاية أو الإقليم.

### اليابان
في اليابان، صدر قانون "كلاب المساعدة للأشخاص ذوي الإعاقة الجسدية" في عام 2002. يهدف هذا القانون إلى تحسين جودة "كلاب المساعدة للأشخاص ذوي الإعاقة الجسدية" وتوسيع استخدام المرافق العامة من قبل الأشخاص ذوي الإعاقة الجسدية.
تصنف كلاب المساعدة في اليابان إلى ثلاث فئات: كلاب الإرشاد، كلاب السمع، وكلاب الخدمة. يجب على وسائل النقل العامة والمرافق العامة ومكاتب المؤسسات الحكومية والشركات الخاصة التي تضم 50 موظفًا أو أكثر قبول كلاب المساعدة المعتمدة. تُلزم هذه الأماكن بقبول كلاب المساعدة فقط إذا كانت معتمدة. يجب أن تحمل الكلاب شهادة رقمية مرئية، وأن تكون سجلاتها الصحية وإثبات اعتمادها متاحة عند الطلب. بالنسبة للسكن الخاص والشركات الخاصة التي تضم أقل من 50 شخصًا، يُشجع قبول كلاب المساعدة، لكنه غير إلزامي.
أما الزوار الذين يمتلكون حيوانات مساعدة تم تدريبها ذاتيًا أو بواسطة منظمة غير معتمدة من قبل الحكومة اليابانية، فيتم التعامل معها قانونيًا كحيوانات أليفة عادية أثناء تواجدها في اليابان.

## الولايات المتحدة
في الولايات المتحدة، يحظر قانون الأمريكيين ذوي الإعاقة لعام 1990 (ADA) أي عمل تجاري أو وكالة حكومية أو منظمة أخرى تقدم خدمات للجمهور منع دخول كلاب الخدمة. ومع ذلك، لا يُطلب من المنظمات الدينية توفير هذا الوصول. تعرف اللوائح الفيدرالية الحالية "حيوان الخدمة" لأغراض قانون ADA على أنها تشمل فقط الكلاب المنزلية والخيول الصغيرة [الإنجليزية].
تطبق أيضًا قوانين أخرى. فيسمح قانون وصول الناقل الجوي الأمريكي [الإنجليزية] لحيوانات الخدمة المدربة بالسفر مع الأشخاص ذوي الإعاقة على الطائرات التجارية. ويتطلب قانون الإسكان العادل [الإنجليزية] من مقدمي الخدمات السكنية السماح بدخول حيوانات الخدمة وكذلك الحيوانات التي توفر الراحة والدعم العاطفي، بدون قيود على الأنواع.
تشمل متطلبات قانون الأمريكيين ذوي الإعاقة المعدلة ما يلي: "بدءًا من 15 مارس 2011، يُعترف بالكلاب فقط كحيوانات خدمة بموجب العنوانين الثاني والثالث من قانون ADA. حيوان الخدمة هو كلب مدرب بشكل فردي لأداء عمل أو مهام لشخص ذو إعاقة. عمومًا، يجب على الكيانات بموجب العنوانين الثاني والثالث السماح لكلاب الخدمة بمرافقة الأشخاص ذوي الإعاقة في جميع المناطق التي يُسمح للجمهور بالدخول إليها. بالإضافة إلى أحكام كلاب الخدمة، تحتوي لوائح ADA المعدلة على بند منفصل يتعلق بالخيول الصغيرة المدربة فرديًا لأداء عمل أو مهام للأشخاص ذوي الإعاقة. (يتراوح عادةً ارتفاع الخيول الصغيرة بين 24 بوصة و34 بوصة، ويبلغ وزنها عادة بين 70 و100 رطل). يجب على الكيانات الخاضعة لـ ADA تعديل سياساتها للسماح بالخيول الصغيرة حيثما كان ذلك معقولاً. تحدد اللوائح أربعة عوامل تقييم لمساعدة الكيانات في تحديد ما إذا كان يمكن استيعاب الخيول الصغيرة في منشآتها. تشمل عوامل التقييم ما إذا كان:
- الحصان الصغير مدرب على قضاء حاجته في الأماكن المناسبة؛
- الحصان الصغير تحت سيطرة مالكه؛
- المنشأة يمكنها استيعاب نوع وحجم ووزن الحصان الصغير؛
- وجود الحصان الصغير لن يؤثر على متطلبات السلامة المشروعة اللازمة لتشغيل المنشأة بأمان."[22]

ينص قانون ADA على أنه يمكن إزالة حيوان الخدمة من المكان إذا كان الكلب غير خاضع لسيطرة المربي أو لم يكن مدربًا على قضاء حاجته في الأماكن المناسبة. يجب أن يتم إبقاء حيوانات الخدمة تحت السيطرة من خلال استخدام مقود أو حزام أو حبل، ما لم يتداخل ذلك مع قدرة الحيوان على أداء مهامه. ويعني "مدرب على قضاء الحاجة" أن يكون الحيوان مدربًا بشكل كافٍ للتبول والتبرز في الأماكن المناسبة (مثل الأماكن الخارجية أو التدريب على الورق).
ومع ذلك، يمكن للأعمال التجارية استبعاد حيوانات الخدمة إذا كان وجودها أو سلوكها "يغير بشكل أساسي" طبيعة السلع أو الخدمات أو البرامج أو الأنشطة المقدمة للجمهور. قد يشمل ذلك الاستبعاد من بعض مناطق حدائق الحيوانات حيث يمكن أن يزعج الكلب سلوك الحيوانات الأخرى أو في المناطق التي يمكن الوصول فيها للحيوانات بشكل مفتوح، أو إذا كان سلوك كلب الخدمة، مثل النباح، يعتبر تغييرًا جوهريًا للخدمة المقدمة من قبل دور السينما. وفي البيئة الطبية، يُسمح عادةً بحيوانات الخدمة في غرف فحص المرضى ولكن يُستبعدون من غرف العمليات وغيرها من البيئات المعقمة.
يُسمح للموظفين قانونيًا بطرح الأسئلة التالية حول حيوانات الخدمة: (1) "هل الكلب حيوان خدمة مطلوب بسبب إعاقة؟" و (2) "ما العمل أو المهمة التي تم تدريب هذا الحيوان على أدائها؟" لا يمكن للموظفين طلب مستندات، أو سؤال عن إعاقة المربي، أو طلب أداء الحيوان لمهامه.
تشمل القواعد الأخرى المتعلقة بكلاب الخدمة وفقًا لقانون ADA ما يلي:
- لا يمكن للموظفين رفض الخدمة لأسباب مثل الحساسية أو الخوف من الكلاب، ولا يمكنهم رفض الخدمة للأشخاص الذين يعانون من الحساسية أو الحالات النفسية بسبب وجود كلب خدمة؛ بدلاً من ذلك، يجب تلبية احتياجات جميع الأشخاص ذوي الإعاقة (مثل توفير غرفة مختلفة للشخص الذي يعاني من الحساسية بعيدًا عن الشخص الذي لديه كلب خدمة).
- لا يمكن فرض رسوم إضافية على المربين بسبب وجود حيوان خدمة.
- يجب على الفنادق أن توفر للمربين القدرة على حجز أي غرفة، وليس فقط الغرف المعروفة بأنها "صديقة للحيوانات الأليفة".
- لا يتحمل الموظفون مسؤولية الإشراف على حيوان الخدمة.
- يمكن أن يكون الكلب من أي سلالة،[9] رغم أن بعض السلالات، مثل الراعي الألماني، المستردون اللابرادور، والمستردون الذهبيون، أكثر شيوعًا.[26]

## قراءة إضافية
- مورهيد، دانيال. الحيوانات في المجتمع البشري: مخلوقات مذهلة تشاركنا كوكبنا . لانهام ، جامعة ولاية أمريكا ، 2015.

## وصلات خارجية
- الإعاقات والحالات الطبية - إدارة أمن النقل
- "وسائل الراحة للمخلوقات" من صحيفة نيويورك تايمز
- مساعدو قرد الكابوشين - MSNBC
- موارد قانون الأميركيين ذوي الإعاقة
- مؤسسة دليل الخيول
- الحصان القزم كحيوان خدمي نسخة محفوظة 4 مايو 2017 على موقع واي باك مشين.